# Trehörningsjö
Trehörningsjö (sydsamiska Dreejhöönine) är en småort, tillika huvudort och kyrkort i Trehörningsjö socken i Örnsköldsviks kommun.
Trehörningsjö ligger längs Stambanan genom övre Norrland, men utgör inte längre trafikplats. Här finns Trehörningsjö kyrka. Orten ligger på Inre Lemesjöns (171 meter över havet) västra strand. Strax söder om orten flyter Husån från Trehörningssjön för att så småningom mynna i Bottenhavet vid Husum. 
Linatorpet ligger strax utanför Trehörningsjö vid Inre Lemesjöns strand. Gården, med ett antal byggnader, är från 1890-talet och representerar ett hem från förra sekelskiftet. Vid samma sjö ute på en udde ligger också en konferens- och spaanläggning, Kerstins Udde. 
Bland arbetsgivarna finns Alab Aluminiumsystem AB och Glasfiberprodukter med tillsammans ett 50-tal anställda.
Trehörningssjö har även ett asylboende, vilket  fick uppmärksamhet lokalt och riksmedia i januari 2015 i samband med en tågolycka där tre personer omkom.

## Befolkningsutveckling
| Befolkningsutvecklingen i Trehörningsjö 1950–2015 | Befolkningsutvecklingen i Trehörningsjö 1950–2015 | Befolkningsutvecklingen i Trehörningsjö 1950–2015 | Befolkningsutvecklingen i Trehörningsjö 1950–2015 | Befolkningsutvecklingen i Trehörningsjö 1950–2015 |
| ------------------------------------------------- | ------------------------------------------------- | ------------------------------------------------- | ------------------------------------------------- | ------------------------------------------------- |
|                                                   |                                                   |                                                   |                                                   |                                                   |
| År                                                |                                                   |                                                   | Folkmängd                                         | Areal (ha)                                        |
| 1950                                              | 1950                                              |                                                   | 394                                               |                                                   |
| 1960                                              | 1960                                              |                                                   | 455                                               |                                                   |
| 1965                                              | 1965                                              |                                                   | 404                                               |                                                   |
| 1970                                              | 1970                                              |                                                   | 381                                               |                                                   |
| 1975                                              | 1975                                              |                                                   | 336                                               |                                                   |
| 1980                                              | 1980                                              |                                                   | 305                                               | 89                                                |
| 1990                                              | 1990                                              |                                                   | 246                                               | 90                                                |
| 1995                                              | 1995                                              |                                                   | 228                                               | 90                                                |
| 2000                                              | 2000                                              |                                                   | 206                                               | 88                                                |
| 2005                                              | 2005                                              |                                                   | 189                                               | 89#                                               |
| 2010                                              | 2010                                              |                                                   | 160                                               | 83#                                               |
| 2015                                              | 2015                                              |                                                   | 149                                               | 47#                                               |
| Anm.: Upphörde som tätort 2005. # Som småort.     |                                                   |                                                   |                                                   |                                                   |